# Corydalis kirschlegeri
Corydalis kirschlegeri är en vallmoväxtart som beskrevs av Issler och Mansbendel. Corydalis kirschlegeri ingår i släktet nunneörter, och familjen vallmoväxter. Inga underarter finns listade i Catalogue of Life.